# Ácido malónico
El ácido malónico (nombre IUPAC: ácido propanodioico) es un ácido dicarboxílico con estructura CH2(COOH)2. A la forma ionizada del ácido malónico así como a sus ésteres y sales se les conoce como malonatos.
Su nombre deriva de la palabra latina malum que significa manzana.
El ácido malónico fue por primera vez preparado en 1858 por el químico francés Victor Dessaignes (1800-1885) via la oxidación del ácido málico.

## Bioquímica
Un derivado del ácido malónico, el malonil-CoA, es el precursor de la biosíntesis de ácidos grasos.
El ácido malónico inhibe a la succinato deshidrogenasa en el ciclo del ácido cítrico.
La sal cálcica del ácido malónico se encuentra en la raíz de remolacha.

## Patología
Si los niveles elevados de ácido malónico se acompañan de niveles elevados de ácido metilmalónico, esto puede indicar la enfermedad metabólica aciduria combinada malónica y metilmalónica (CMAMMA). Mediante el cálculo de la relación entre el ácido malónico y el ácido metilmalónico en el plasma sanguíneo, la CMAMMA puede distinguirse de la aciduria metilmalónica clásica.

## Síntesis
Una preparación clásica del ácido malónico parte del ácido ácetico. Este ácido es clorado a ácido cloroacético. A continuación con carbonato sódico se genera la sal sódica. Ésta se hace reaccionar con cianuro sódico obteniendo el cianoacetato a través de una sustitución nucleófila donde el CN- reemplaza al átomo de cloro. El grupo ciano puede ser hidrolizado con sosa a carboxílico. El malonato de sodio resultante mediante acidificación conduce al ácido malónico.

## Aplicaciones
En una reacción bien conocida el ácido malónico condensa con la urea para dar ácido barbitúrico. 
Sus ésteres, y en particular habitualmente el malonato de dietilo, son comúnmente usados para llevar a cabo reacciones de síntesis malónica. Así mismo, se usa como compuesto 1,3-dicarbonílico en la adiciones de Michael. La posterior hidrólisis y descarboxilación de uno de los grupos ácido carboxílico que se generan permite obtener la amplia y versátil familia de los compuestos 1,5-dicarbonílicos. Esta reacción es de amplio uso en el ámbito académico para plantear los conceptos de vinilogía, adiciones 1,4 en carbonilos alfa,beta-insaturados, descarboxilación y la ya mencionada adición de Michael.